# Liste von Vulkanen in der Antarktis
Dies ist eine Liste von Vulkanen in der Antarktis, die während des Quartärs mindestens einmal aktiv waren.
| Bild | Name                    | Region/Insel(gruppe)    | Gebirge                   | Vulkantyp         | Letzte Eruption            | Höhe [m] | Geokoordinaten                |
| ---- | ----------------------- | ----------------------- | ------------------------- | ----------------- | -------------------------- | -------- | ----------------------------- |
|      | Adare-Halbinsel         | Victorialand            |                           | Schildvulkane     | Pleistozän                 | 2083     | 71° 40′ 00″ S, 170° 30′ 00″ O |
|      | Mount Andrus            | Marie-Byrd-Land         | Ames Range                | Schildvulkan      | unbekannt                  | 2978     | 75° 48′ 00″ S, 132° 18′ 00″ W |
|      | Argo Point              | Grahamland              |                           | Schlackenkegel    | Pleistozän                 | 360      | 66° 15′ 00″ S, 060° 55′ 00″ W |
|      | Beethoven-Halbinsel     | Alexander-I.-Insel      |                           | Vulkanfeld        | Pleistozän                 | 1050     | 71° 33′ 00″ S, 073° 25′ 00″ W |
|      | Mount Berlin            | Marie-Byrd-Land         | Flood Range               | Schildvulkane     | 8350 v. Chr. ± 2700 Jahre  | 3478     | 76° 03′ 00″ S, 135° 52′ 00″ W |
|      | Brabant-Insel           | Palmer-Archipel         |                           | Vulkanfeld        | Pleistozän                 | 2522     | 64° 15′ 00″ S, 062° 20′ 00″ W |
|      | Brown Bluff             | Grahamland              |                           | Tafelvulkan       | Pleistozän                 | 745      | 63° 32′ 00″ S, 056° 55′ 00″ W |
|      | Buckle Island           | Balleny-Inseln          |                           | Schichtvulkan     | 1899                       | 1239     | 66° 48′ 00″ S, 163° 13′ 00″ O |
|      | Mount Bursey            | Marie-Byrd-Land         | Flood Range               | Schildvulkane     | Pleistozän                 | 2787     | 76° 01′ 00″ S, 132° 38′ 00″ W |
|      | Deception Island        | Südliche Shetlandinseln |                           | Caldera           | 1970                       | 539      | 62° 57′ 00″ S, 060° 38′ 00″ W |
|      | Mount Discovery         | Viktorialand            |                           | Schichtvulkan     | Pleistozän                 | 2681     | 78° 22′ 00″ S, 165° 01′ 00″ O |
|      | Mount Erebus            | Ross-Insel              |                           | Schichtvulkan     | 2023 (anhaltend seit 1972) | 3794     | 77° 32′ 00″ S, 167° 10′ 00″ O |
|      | Mount Frakes            | Marie-Byrd-Land         | Crary Mountains           | Schildvulkan      | Pleistozän                 | 3654     | 76° 48′ 00″ S, 117° 42′ 00″ W |
|      | Gaußberg                | Kaiser-Wilhelm-II.-Land |                           | Aschenkegel       | Pleistozän                 | 370      | 66° 48′ 17″ S, 089° 11′ 31″ O |
|      | Mount Haddington        | James-Ross-Insel        |                           | Schildvulkan      | unbekannt                  | 1630     | 64° 13′ 00″ S, 057° 38′ 00″ W |
|      | Hudson-Gebirge          | Ellsworthland           |                           | Schichtvulkane    | 210 v. Chr. ± 200 Jahre    | 749      | 74° 20′ 00″ S, 099° 25′ 00″ W |
|      | Hut-Point-Halbinsel     | Ross-Insel              |                           | Schlackenkegel    | Pleistozän                 | 413      | 77° 46′ 00″ S, 166° 51′ 00″ O |
|      | Lars-Christensen-Gipfel | Peter-I.-Insel          |                           | Schildvulkan      | unbekannt                  | 1640     | 68° 50′ 00″ S, 090° 37′ 00″ W |
|      | Mount Melbourne         | Viktorialand            |                           | Schichtvulkan     | 1892 ± 30 Jahre            | 2732     | 74° 21′ 00″ S, 164° 42′ 00″ O |
|      | Melville Peak           | King George Island      |                           | Schichtvulkan     | unbekannt                  | 549      | 62° 01′ 00″ S, 057° 40′ 00″ W |
|      | Mount Morning           | Viktorialand            |                           | Schildvulkan      | unbekannt                  | 2723     | 78° 31′ 00″ S, 163° 35′ 00″ O |
|      | Mount Murphy            | Marie-Byrd-Land         |                           | Schildvulkan      | Pleistozän                 | 2703     | 75° 18′ 00″ S, 110° 42′ 00″ W |
|      | Mount Obiglio           | Grant-Insel             |                           | Schlackenkegel    | Pleistozän                 | 510      | 74° 27′ 00″ S, 131° 50′ 00″ W |
|      | Paulet-Insel            | Joinville-Inseln        |                           | Schlackenkegel    | unbekannt                  | 353      | 63° 35′ 00″ S, 055° 47′ 00″ W |
|      | Penguin Island          | Südliche Shetlandinseln |                           | Schichtvulkan     | ca. 1905                   | 170      | 62° 06′ 00″ S, 057° 56′ 00″ W |
|      | The Pleiades            | Viktorialand            |                           | Schichtvulkan     | 4000 v. Chr. ± 6000 Jahre  | 3040     | 72° 40′ 00″ S, 165° 30′ 00″ O |
|      | Mount Rittmann          | Viktorialand            | Mountaineer Range         | Schildvulkan      | Pleistozän                 | 2600     | 73° 27′ 00″ S, 165° 30′ 00″ O |
|      | Robbeninseln            | Grahamland              |                           | Schlackenkegel    | 1980 ± 2 Jahre             | 368      | 65° 02′ 00″ S, 060° 03′ 00″ W |
|      | Royal Society Range     | Viktorialand            |                           | Schlackenkegel    | unbekannt                  | 3000     | 78° 15′ 00″ S, 163° 20′ 00″ O |
|      | Shepard-Insel           |                         |                           | Tuffkegel         | Pleistozän                 | 522      | 74° 25′ 00″ S, 132° 30′ 00″ W |
|      | Mount Siple             | Siple-Insel             |                           | Schildvulkan      | unbekannt                  | 3110     | 73° 26′ 00″ S, 126° 40′ 00″ W |
|      | Mount Takahe            | Marie-Byrd-Land         |                           | Schildvulkan      | ca. 5550 v. Chr.           | 3460     | 76° 17′ 00″ S, 112° 05′ 00″ W |
|      | Mount Terror            | Ross-Insel              |                           | Schildvulkan      | Pleistozän                 | 3262     | 77° 31′ 00″ S, 168° 32′ 00″ O |
|      | Toney Mountain          | Marie-Byrd-Land         |                           | Schildvulkan      | unbekannt                  | 3595     | 75° 48′ 00″ S, 115° 48′ 00″ W |
|      | Mount Waesche           | Marie-Byrd-Land         | Executive Committee Range | Schildvulkan      | unbekannt                  | 3292     | 77° 10′ 00″ S, 126° 54′ 00″ W |
|      | White Island            | Ross-Archipel           |                           | Schildvulkane     | Pleistozän                 | 762      | 78° 08′ 00″ S, 167° 24′ 00″ O |
|      | Young Island            | Balleny-Inseln          |                           | Schichtvulkan     | unbekannt                  | 1340     | 66° 25′ 00″ S, 162° 24′ 00″ O |
|      | unbenannt               | Viktorialand            |                           | Schlackenkegel    | unbekannt                  | 2987     | 73° 27′ 00″ S, 164° 35′ 00″ O |
|      | unbenannt               | Rossmeer                |                           | submariner Vulkan | unbekannt                  | −500     | 76° 50′ 00″ S, 163° 00′ 00″ O |